# Przejazd (województwo mazowieckie)
Przejazd – wieś sołecka w Polsce, położona w województwie mazowieckim, w powiecie kozienickim, w gminie Głowaczów.
| SIMC    | Nazwa            | Rodzaj    |
| ------- | ---------------- | --------- |
| 0619745 | Gajówka Przejazd | część wsi |
| 0619751 | Śródborze        | część wsi |

W latach 1975–1998 miejscowość administracyjnie należała do województwa radomskiego.
Wierni kościoła rzymskokatolickiego należą do parafii Matki Bożej Anielskiej w Cecylówce.